# 상하이 해군특별육전대
상하이 해군특별육전대(일본어: 上海海軍特別陸戦隊 샹하이 카이군 토쿠베쓰리쿠센타이[*])는 중일 전쟁에 참전하였던 일본 제국 해군육전대의 특별육전대 중 하나였다. 약칭은 "上陸 샹리쿠[*]".

## 역사

### 기원
1927년 2월 국민당의 북벌로 일본군이 주둔하고 있는 상하이 근처에서 국민당과 북양정부 사이의 전투가 일어나자, 경순양함 덴류와 정원 300명으로 구성된 1개개 구레 진수부 특별육전대, 3월에 사세보 진수부와 요코스카 진수부에서도 정원 500명의 특별육전대가 각각 1개 대대가 파견되었다. 앞서 파견된 특별육전대와 함선육전대를 합쳐 방호순양함 도네의 함장인 우에마쓰 도마 대좌가 지휘하는 연합육전대를 임시로 편성하였다. 부대는 국민혁명군과 북양군벌을 자극하지 않도록 경계대만을 상륙시켰다. 영국군 6천 6백명, 미국군 2천8백명, 프랑스군 5백명과 함께 상하이 조계의 경비를 섰다.
1927년 9월 즈음에 상하이 주변이 안정되자, 부대는 대부분 원대복귀하였고, 경비강화를 이유로 특별육전대 일부가 제1견외함대 소속 상하이 육전대로서 남았다. 1928년 6월에는 6백명이었으나, 1931년 9월 18일에 만주사변이 일어나면서 9백명으로 늘어났다. 1929년에 상하이 공공 조계의 일본 구역이 있는 훙커우구에 본부를 설치하였고, 본부건물을 세웠다.
1932년 1월 제1차 상하이 사변이 일어나자, 국민혁명군의 19로군과 전투를 벌였다. 당시 상하이 육전대는 사메지마 도모시게 대좌가 이끌고 있었는데, 부대는 1월 28일에 2개 대대에 1천8백명으로 구성되었다. 2월 2일에 소집된 제3함대로 전속하여 함대 직속부대가 되면서, 우에마쓰 도마 소장이 사령관에, 사메지마 도모시는 참모장에 임명되었다. 대대급인 4개 특별육전대와 함선육전대, 특과대, 중대급의 한커우 파견대가 부대에 합류하였다. 항공모함의 항공지원을 받으며, 관동군 등의 육군 지원부대가 도착할 때까지 상하이 공공 조계를 방어하였다.

### 상설화
제1차 상하이 사변을 계기로, 특별육전대가 상주할 필요성이 높다고 판단한 해군성은 1932년 10월 1일에 해군특별육전대령을 제정하고 상하이 육전대를 진수부에서 독립시켜 "상하이 특별육전대"로 재편성하였다. 1937년 1월 8일, 해군성은 상하이에 특별육전대 2천명, 한커우에 200명을 두는 계획인 "海軍対支時局処理方針→해군 대지 시국처리방계"룰 집행하였다.

### 중일 전쟁
8월 일본군이 상하이 특별육전대 제1중대장인 오야마 이사오 해군대위와 사이토 요조 1등수병이 죽은 루거우차오 사건을 빌미로 제2차 상하이 사변과 송호회전으로도 알려진 상하이 전투를 벌였다. 오코우치 덴시치 해군소장의 지휘 아래에 상하이 특별육전대는 상하이 파견군이 도착할 때까지 시간을 버는데 성공하였다.
이후에는 상하이 특별육전대는 화중지방에서의 일본 제국 해군의 주 전투부대로서 일본 제국 육군과 협업하여 국민혁명군과의 전투를 계속하였다. 
1개 대대가 차줄되어 제65경비대로 편성되어 웨이크섬에 배치되어 수비대 임무를 맡았다.

### 해체
1945년 8월 15일 옥음방송과 이후의 연합국의 열도 상륙 및 점령에 따라 상하이 특별근거지대는 중화민국 국민혁명군에 항복하여 무장해제되었고, 부대는 일본 열도로 귀환하기 전에 해체되었다.

## 사진첩

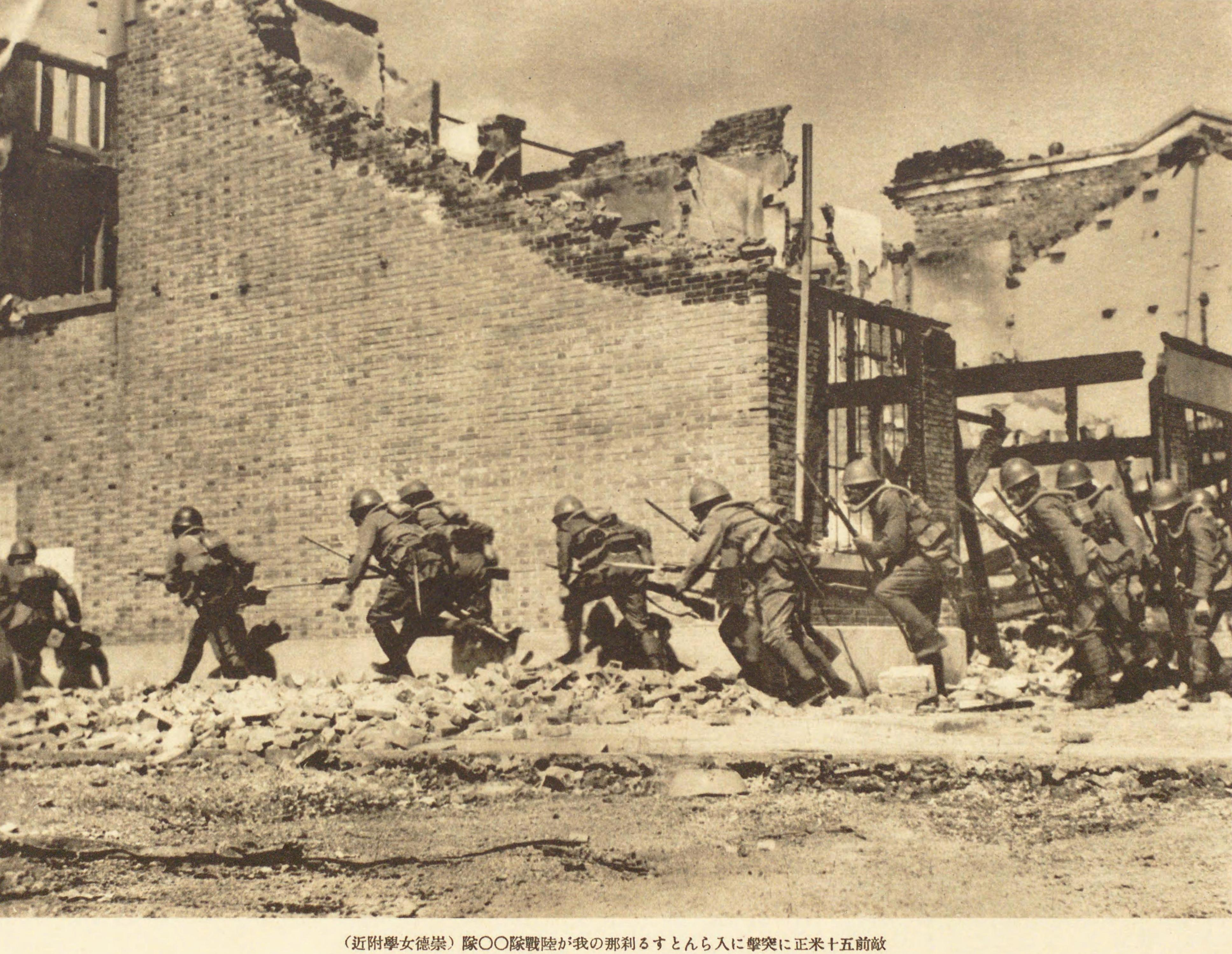
白保羅路, 백보라로(현재 新鄉路, 신향로) 崇德女學, 숭덕여학(현재 崇德女中, 숭덕여중) 근처에서 돌격하는 상하이 해군특별육전대 (1937년 10월 촬영)
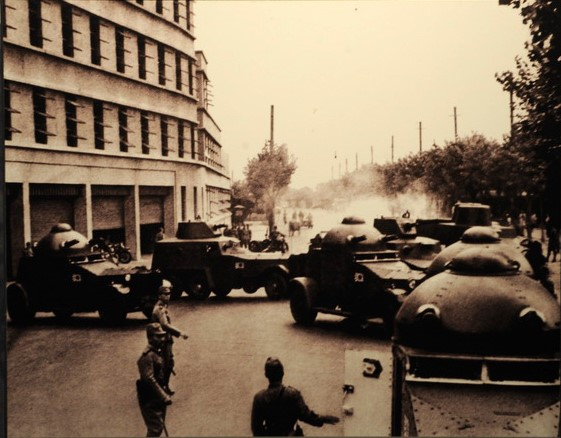
오야마 사건으로 길을 봉쇄한 상하이 특별튝전대의 장갑차 (1937년 8월 10일 촬영)
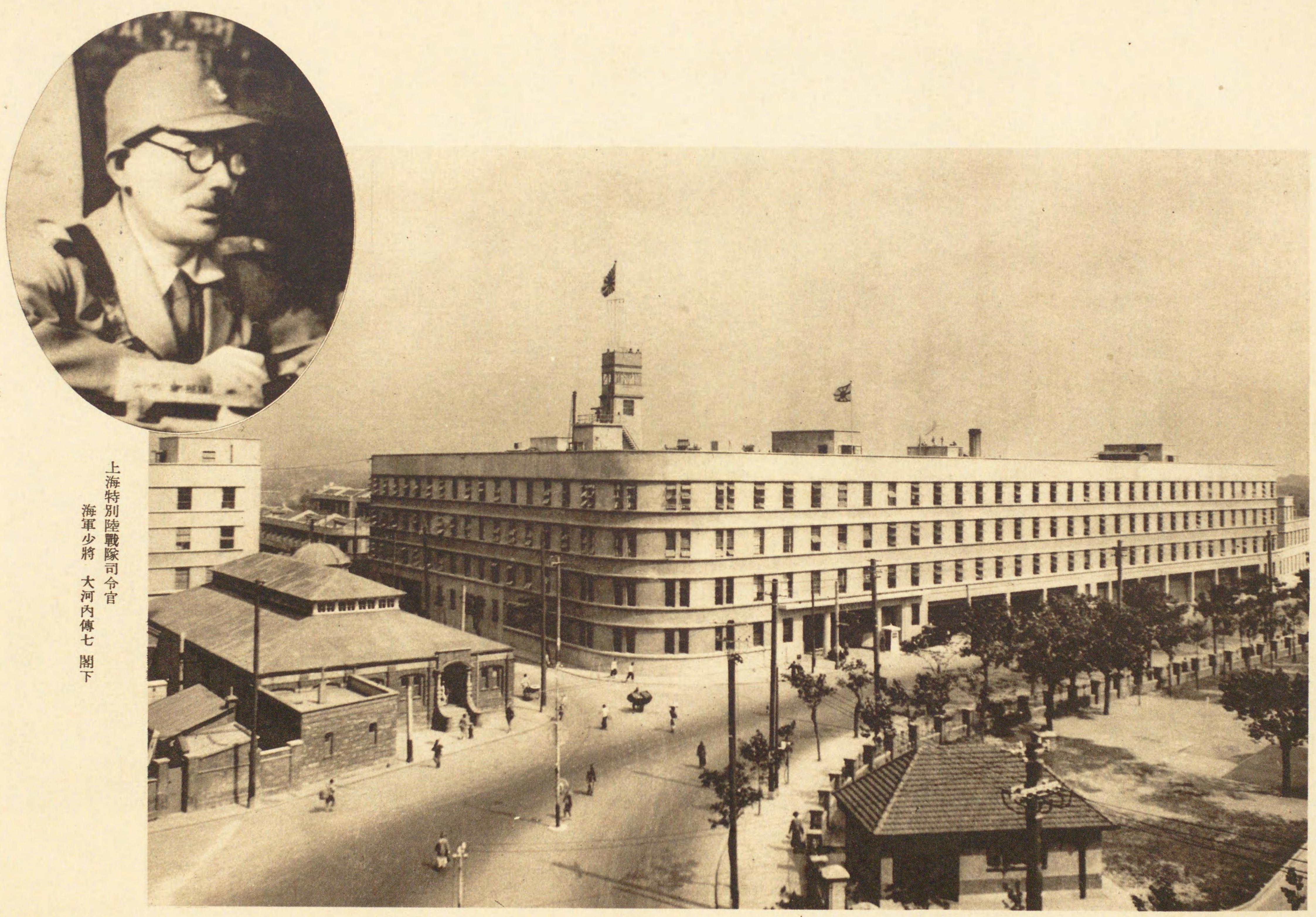
상하이 특별육전대의 본부 건물과 오코우치 덴시치 소장의 모습
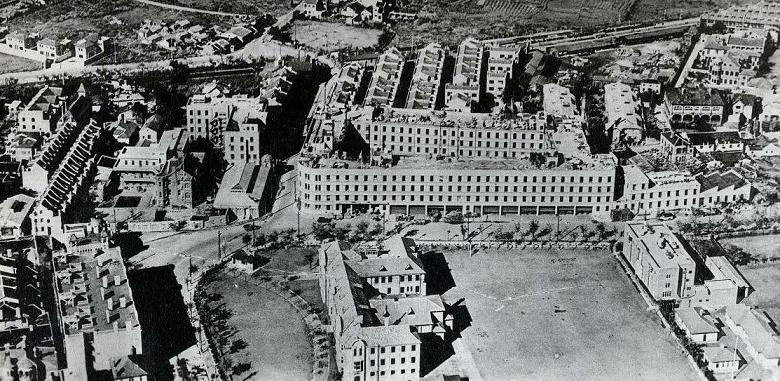
상하이 특별육전대의 본부 건물 (1940년 11월 촬영)
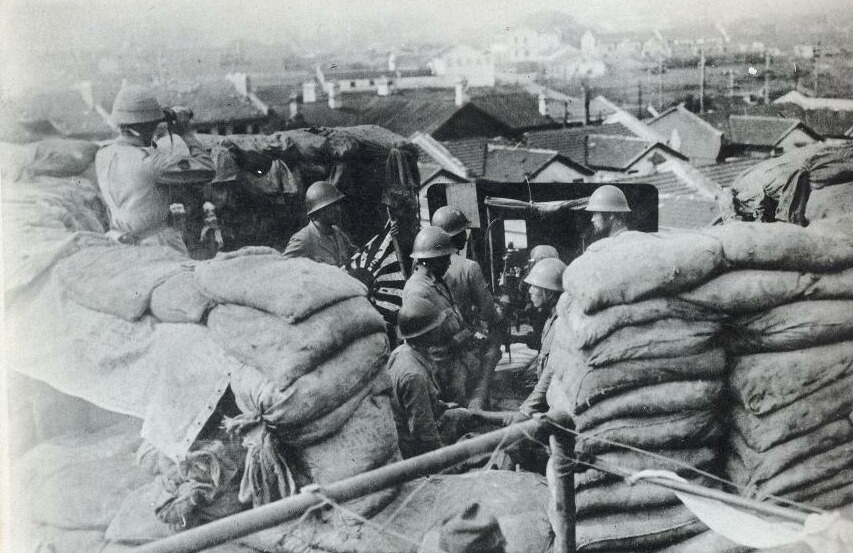
상하이 특별육전대의 본부 건물 옥상 위의 경비대원들 (1940년 11월 촬영)
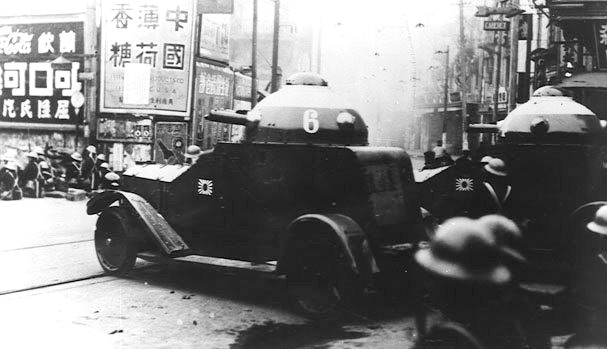
상하이 특별육전대의 제4호, 6호차 비커스-크로슬리 M25 장갑차의 모습 (1932년 1월 30일 촬영)
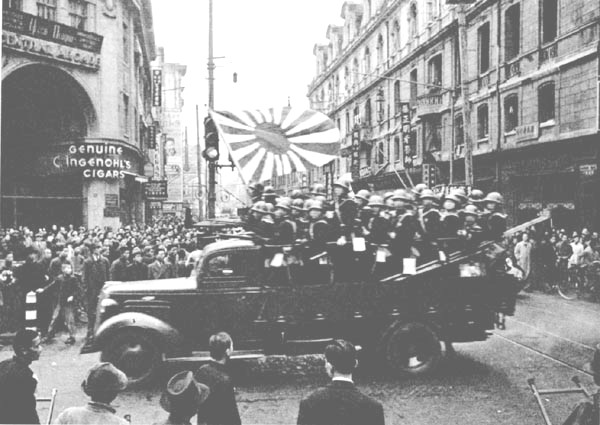
난징동로와 쓰촨중로의 교차점에서 난징길로 향하는 상하이 특별육전대과 차량 (1941년 12월 8일 촬영)

## 기록

### 소속
1. 제1견외함대, 1927년 9월
2. 제3함대, 1932년 2월 2일
3. 지나방면함대, 1939년 11월 15일

### 계보
- 1927년 9월, 上海陸戦隊→상하이 육전대
- 1932년 10월 1일, 上海特別陸戦隊→상하이 특별육전대

### 참전
- 제1차 상하이 사변
- 제2차 상하이 사변
- 중일 전쟁

## 참고
1. 1 2  竹下高見 1971, 185쪽
2. ↑  竹下高見 1971, 181쪽
3. ↑  海軍12 1981, 135쪽.
4. ↑  海軍12 1981, 168쪽.

- 竹下高見 (1971). 《南東方面海軍作戦(1)ガ島奪回作戦開始まで》. 戦史叢書 (일본어) 49. 朝雲新聞社.
- 海軍編集委員会 (1981). 《海軍》 12. 誠文図書.